# NGC 5343
NGC 5343 هي مجرة إهليلجية تقع في كوكبة العذراء. تم اكتشافها في 5 مايو 1785 من قبل ويليام هيرشيل.

## وصلات خارجية
- NGC 5343 على موقع ويكي سكاي: DSS2, SDSS, GALEX, IRAS, Hydrogen α, X-Ray, Astrophoto, Sky Map, Articles and images